# Uromyias
Genre
Uromyias est un genre d'oiseaux de la famille des Tyrannidae, dont les espèces étaient autrefois placées dans le genre Anairetes.

## Liste d'espèces
D'après la classification de référence (version 3.3, 2013) du Congrès ornithologique international (ordre phylogénique) :
- Uromyias agilis (P.L. Sclater, 1856) — Taurillon agile
- Uromyias agraphia Chapman, 1919 — Taurillon uni